# Сосьвинське князівство
Сосьвинське князівство — хантийська держава на півночі Західного Сибіру, що утворилася на початку XV століття. Столиця — Сосьвинська волость на річці Сосьва. В князівстві були містечка: Іскар, Тапси, Нячін, Заглей, Ворюмей, Люлікар.

## Князі
- Колпак (Калба) (згад. 1465)
- Течик (згад. 1465)
- Мундер (згад. 1640) — «шайтанщик» і «найкращий чоловік» на Сосьві.
- Гриша Кумичьов (згад. 1681) — ватажок сосьвинських вогулів.
- Петро Османов (згад. 1714) — остяцький князь з берегів Сосьви, управитель Сосьвинської волості.